# 銀色·性·男女
《銀色·性·男女》（英語：Short Cuts）是勞勃·阿特曼於1993年導演的電影，劇本由阿特曼及Frank Barhydt執筆，改編自瑞蒙·卡佛 (Raymond Carver)的九篇短篇小說以及一首詩作。
電影的場景不在原著中的太平洋西北地區而是在洛杉磯，故事循著二十二個角色的一舉一動而發展推衍，劇情中人物們有時是各自並進，有時則是在巧合中有著莫名的聯繫。因此，電影中角色的運氣以及機會主宰了其命運，片中亦有大量的故事探索思考死亡與認同。